# Tomasz Smoleń
Tomasz Smoleń (ur. 3 lutego 1983 w Tuchowie) – polski kolarz szosowy, trzykrotny wicemistrz Polski w wyścigu ze startu wspólnego (2009, 2011, 2012). Specjalizuje się w sprinterskich końcówkach etapowych.
Największymi sukcesami zawodnika są: trzykrotne wicemistrzostwo Polski seniorów w wyścigu ze startu wspólnego, zwycięstwo w Memoriale Romana Ręgorowicza w 2009 roku, Memoriale Andrzeja Trochanowskiego w 2012 roku, brązowy medal mistrzostw Polski w jeździe drużynowej na czas w 2012 roku, zwycięstwo w klasyfikacji generalnej Pucharu Bałtyku w 2010 roku i 2. miejsce w Memoriale Stanisława Kirpszy w 2009 roku.